# Martin Mulligan
Martin Mulligan (* 18. Oktober 1940 in Marrickville, New South Wales, Australien) ist ein ehemaliger australisch-italienischer Tennisspieler, der zunächst für sein Geburtsland Australien und anschließend von 1968 bis zu seinem Karriereende 1975 unter italienischer Flagge antrat.

## Karriere
In seiner Jugend war Martin Mulligan bereits erfolgreich. Im Jahr 1958 konnte er sowohl den Einzel- als auch an der Seite von Bob Hewitt den Doppeltitel im Juniorenbereich der Australian Open gewinnen.
Ab 1959 spielte er mit anderen australischen Spielern bei Turnieren in Übersee. Er blieb für längere Zeit in London und trainierte mit britischen Spielern. Einen großen Erfolg hatte er 1961, als er das Finale im Doppelwettbewerb der Australian Open erreichte. Die Finalpartie verlor er an der Seite von Roy Emerson gegen Rod Laver und Bob Mark. Im Folgejahr spielte er sich in Wimbledon im Einzel bis ins Finale, in dem er Rod Laver unterlag.
Im Jahr 1963 gewann er gegen Bob Hewitt die Internationale Tennismeisterschaften von Deutschland in Hamburg. Außerdem konnte er 1963, 1965 und 1967 die Italian Open für sich entscheiden; die Gegner waren Boro Jovanović, Manuel Santana und Tony Roche. 1964 schied er im Einzelhalbfinale der Australian Open gegen den späteren Turniersieger Roy Emerson aus. Er war zweimal der Sieger der Barcelona Open, 1966 gegen Rafael Osuna und 1967 gegen Ingo Buding. 1967 wurde er aufgrund seiner Erfolge als Drittbester der Welt geführt. Lance Tingay vom Daily Telegraph listete ihn im selben Jahr als Nummer 4 der Welt.
Nach seinen Erfolgen in Italien und während er dort lebte, erhielt er das Angebot, für Italien im Davis Cup zu starten. 1968 trat er erstmals für die italienische Davis-Cup-Mannschaft an. Er gewann neun seiner elf Partien. Auch bei den anderen Turnieren lief er unter italienischer Flagge auf. Nach Einführung der Tennisweltrangliste erreichte Mulligan 1974 Rang 44. 1975 spielte er sein letztes Turnier.
Nach seiner aktiven Karriere war er zehn Jahre lang Kapitän der italienischen Davis-Cup-Mannschaft. Außerdem arbeitete Mulligan für Fila und warb Tennisspieler für Sponsoringverträge an, beispielsweise Björn Borg und Guillermo Vilas.

## Privates
Martin Mulligan wuchs in Australien auf und begann zunächst mit Sportarten wie Rugby und Cricket. Er siedelte später nach Italien über, wo er heiratete und seine Kinder geboren wurden. Er ist Vater eines gleichnamigen Sohnes, der ebenfalls für Fila im Tennisbereich tätig ist.

## Erfolge

### Finalteilnahmen bei Grand-Slam-Turnieren

#### Einzel

##### Finalteilnahmen
| Nr. | Datum        | Turnier   | Belag | Finalgegner | Ergebnis      |
| --- | ------------ | --------- | ----- | ----------- | ------------- |
| 1.  | 6. Juli 1962 | Wimbledon | Rasen | Rod Laver   | 2:6, 2:6, 1:6 |

#### Doppel

##### Finalteilnahmen
| Nr. | Datum           | Turnier         | Belag | Doppelpartner | Finalgegner        | Ergebnis                      |
| --- | --------------- | --------------- | ----- | ------------- | ------------------ | ----------------------------- |
| 1.  | 27. Januar 1961 | Australian Open | Rasen | Roy Emerson   | Rod Laver Bob Mark | 3:6, 5:7, 6:3, 11:9, 5:7, 2:6 |

### Open-Era-Erfolge

#### Einzel

##### Turniersiege
| Nr. | Datum           | Turnier   | Belag | Finalgegner        | Ergebnis           |
| --- | --------------- | --------- | ----- | ------------------ | ------------------ |
| 1.  | 14. April 1968  | Catania   | Sand  | Ion Țiriac         | 8:6, 6:4, 6:3      |
| 2.  | 28. April 1968  | Neapel    | Sand  | Nicola Pietrangeli | 6:1, 6:2, 6:2      |
| 3.  | 23. Juni 1968   | Barcelona | Sand  | Ingo Buding        | 6:0, 6:1, 6:0      |
| 4.  | 14. Juli 1968   | Båstad    | Sand  | Ion Țiriac         | 8:6, 6:4, 6:4      |
| 5.  | 5. August 1968  | München   | Sand  | Ion Țiriac         | 6:3, 3:6, 6:4, 6:4 |
| 6.  | 18. August 1968 | Kitzbühel | Sand  | Wilhelm Bungert    | 6:2, 6:2, 6:3      |

##### Finalteilnahmen
| Nr. | Datum          | Turnier    | Belag | Finalgegner     | Ergebnis      |
| --- | -------------- | ---------- | ----- | --------------- | ------------- |
| 1.  | 8. August 1971 | Senigallia | Sand  | Adriano Panatta | 3:6, 5:7, 1:6 |